# Ordine al merito militare (Impero persiano)
L'Ordine al merito militare fu un ordine cavalleresco dell'Impero Persiano.
L'onorificenza venne istituita dallo scià Reza Shah Pahlavi il quale, provenendo dai ranghi dell'esercito, era intenzionato con tale ordine a ricompensare quei militari dell'esercito persiano che si fossero distinti per meriti eccezionali nel loro operato.
L'onorificenza venne creata in tre classi distinte: una militare, una per il personale militare di supporto e una medaglia di merito.
Dopo la rivoluzione islamica del 1979, insieme ad altre onorificenze dello scià, l'Ordine al merito militare venne abolito.

## Insegne
- La medaglia per il personale militare dell'ordine consisteva in una croce a tre braccia decussate smaltata d'azzurro e realizzata con diversi materiali a seconda della classe di concessione (oro, argento o bronzo). Le braccia erano unite da una corona d'alloro e da due spade incrociate. Al centro del croce si trovava un medaglione smaltato di rosso con impressa la corona imperiale persiana del materiale della medaglia.
- La medaglia per il personale militare di supporto dell'ordine consisteva in una croce a tre braccia decussate smaltata d'azzurro e realizzata con diversi materiali a seconda della classe di concessione (oro, argento o bronzo). Le braccia erano unite da una corona d'alloro. Al centro del croce si trovava un medaglione smaltato di rosso con impressa la corona imperiale persiana del materiale della medaglia.
- Il nastro era azzurro con una striscia rossa per parte.
- La medaglia di merito dell'ordine consisteva in un disco d'oro, argento o bronzo (a seconda della classe di concessione) con impressa sul diritto una croce a tre braccia decussate smaltata d'azzurro. Le braccia erano unite da una corona d'alloro e da due spade incrociate. Al centro del croce si trovava un medaglione smaltato di rosso con impressa la corona imperiale persiana del materiale della medaglia. Sul retro, tra due rami d'alloro, si trovava la parola "al merito" in lingua araba.
- Il nastro era verde con una striscia rossa per parte.

## Classi
| Medaglie per il personale militare |                        |                       |
|                                    |                        |                       |
| Nastri                             |                        |                       |
| Cavaliere di III classe            | Cavaliere di II classe | Cavaliere di I classe |

| Medaglie per il personale militare di supporto |                        |                       |
|                                                |                        |                       |
| Nastri                                         |                        |                       |
| Cavaliere di III classe                        | Cavaliere di II classe | Cavaliere di I classe |

| Medaglie di merito     |                       |                      |
|                        |                       |                      |
| Nastri                 |                       |                      |
| Medaglia di III classe | Medaglia di II classe | Medaglia di I classe |